# Cetola
Cetola is een geslacht van vlinders van de familie Uilen (Noctuidae).

## Soorten
- C. costata Gaede, 1915
- C. dentata Walker, 1855
- C. obscurior Laporte, 1972
- C. phaleroides Rothschild, 1924
- C. pulchra (Bethune-Baker, 1911)
- C. radiata Hampson, 1909
- C. rubricosta Hampson, 1907
- C. vicina de Joannis, 1913